# 緒方泰州
緒方泰州（おがた たいしゅう、1947年 - ）は、日本の占星術師、易者。
四柱推命の大家である阿部泰山の後継者の一人であり、泰山流四柱推命学会主宰者として後世を育成している。

## 略歴
佛教大学文学部史学科卒業。東洋思想史・仏教哲学を学ぶ。佛教大学大学院修士課程にて、これを深く研究。その後、國學院大学神職養成科にて神道を学び、正階位取得。
その間、泰山流長老の関谷泰史に師事し、見上槐山流調候用神法を継承。
泰山流推命学会師範となる。さらに泰山流高弟梅川泰司に師事。泰山流調候用神法を修得。泰山流子平　学院師範となる。恩師である梅川泰司より数少ない直門として阿部泰山の印可並びに緒方泰州の号を正式に許される。諸派諸流の運命学を兼学推命学の奥義を深める。
現在、泰山流四柱推命学会を主宰し後進の指導にあたる。

## 人物
金澤信亮の五行断易の流れをくんで奥儀である黄金策を自在に操ることができ、五行断易の理論を四柱推命に応用し、調候用神法にメスを入れ独自の鑑命方法を編み出すことにより、鑑定方法を改革している。

## 主な著書
- 四柱推命学実践命稿集 ISBN 493132214X
- 四柱推命学奥義傳
- 滴天髄輯要 : 中国最高原書 ISBN 4931322093
- 四柱推命実践鑑定講座 応用篇 甲・乙 ISBN 4886170110
- 四柱推命実践鑑定講座 基礎篇 ISBN 4886170102
- 泰山流四柱推命学入門 ISBN 4380962342